# Юність (Верхня Білка)
Футбольний клуб «Юність» Верхня Білка — український аматорський футбольний клуб із села Верхня Білка Пустомитівського району Львівської області, заснований у 1970 році. Виступає у Чемпіонаті та Кубку Львівської області. Домашні матчі приймає на сільському стадіоні в селі Верхня Білка та стадіоні «Юність» у селі Нижня Білка.
30 липня 2023 року «Куликів» об'єднався з «Юністю» (Нижня-Верхня Білка) в один клуб під назвою «Куликів-Білка».

## Досягнення
- Чемпіонат Львівської області
  - Чемпіон: 2018, 2019, 2020, 2021, 2022, 2023
- Кубок Львівської області
  - Володар: 2017, 2022
  - Фіналіст: 2020
- Суперкубок Львівської області
  - Фіналіст: 2018